# Gino Colaussi
Gino Colaussi (Gradisca d’Isonzo, 1914. március 4. – Opicina, 1991. július 27.) világbajnok olasz labdarúgó, csatár, edző.

## Pályafutása

### Klubcsapatban
Az Itala Gradisca csapatában kezdte a labdarúgást. 1930 és 1940 között tíz idényen át a Triestina labdarúgója volt. 1940 és 1942 között a Juventus csapatában szerepelt és tagja volt az 1942-es olasz kupa győztes együttesnek. 1942 és 1945 között az ACIVI Vicenza, 1945–46-ban ismét a Triestina, majd 1946 és 1948 között a Padova csapatában szerepelt. 1949 és 1952 között egy-egy idényt töltött játékos-edzőként a Termana, a Tharros és az Olbia együtteseinél.

### A válogatottban
1935 és 1940 között 25 alkalommal szerepelt az olasz labdarúgó-válogatottban és 15 gólt szerzett. Tagja volt az 1938-as világbajnokságon aranyérmet nyert csapatnak. 1938-ban egyszer játszott az olasz B-válogatottban.

### Edzőként
1949 és 1952 között játékos-edzőként kezdte az edzői pályafutását. 1952–53-ban már csak edzőként dolgozott az Olbia csapatánál. 1959 és 1961 között az Alcamo, 1963-ban korábbi klubja a Triestina szakmai munkáját irányította. Az 1960-as években edzőként tevékenykedett a Campobasso, a Vittoria és a Canicattì csapatainál. 1967–68-ban ismét az Alcamo, 1969–70-ben a Latina vezetőedzője volt.

## Sikerei, díjai
Olaszország
- Világbajnokság
  - aranyérmes: 1938, Franciaország

 Juventus
- Olasz kupa (Coppa Italia)
  - győztes: 1942